# Alma-Merghen Planitia
Alma-Merghen Planitia est une plaine située sur Vénus dans le quadrangle d'Hurston. Elle a été nommée en référence à Alma-Merghen, héroïne de l'épopée mongole/bouriate Gheser.